# Stürmisch verliebt
Stürmisch verliebt ist eine deutsche Filmkomödie und ein Liebesfilm des Regisseurs Josh Broecker aus dem Jahr 2005. In der Hauptrolle verkörpert Jana Pallaske die Meteorologin Patrizia.

## Handlung
Wenn es etwas gibt, was die Welt noch braucht, dann endlich eine zuverlässige Formel, um eine zuverlässige Wettervorhersage zu ermöglichen, dachte sich die Meteorologin Patrizia und hat sich die Mühe gemacht, eine solche zu entwickeln. Bald wird der geldgierige, erfolglose Versicherungsvertreter Robert Berndssen auf diese Formel aufmerksam; er hegt die Hoffnung, die Formel kostenlos bei Patrizia zu erhalten, und dass ihre Erfindung ihn dann zu großem Reichtum kommen lässt.
Doch auch sein Arbeitgeber Hans Breuer und ein TV-Sender mit seinem Wetterprogramm haben großes Interesse an der neuartigen Berechnungsmethode. Mit dem ganzen Rummel um ihre Person ist die eigentlich allein lebende und arbeitende Patrizia jedoch zunehmend überfordert. Seelisch gerät sie in immer größere Schwierigkeiten, auch vor dem Hintergrund, dass sie zum ersten Mal in ihrem Leben verliebt ist. Somit gerät Patrizia schlussendlich zu der Erkenntnis, dass ihre Formel vielleicht das Klima voraussagen kann, jedoch keine Gemütsschwankungen.

## Erstausstrahlung und abweichende Filmtitel
Stürmisch verliebt wurde am 21. April 2005 erstmals auf Pro7 ausgestrahlt. In Ungarn war die Erstsendung am 22. Oktober 2007, dort unter dem Titel Viharfelhők a szerelem kék egén. In Finnland erschien der Film am 14. Juli 2011, dort unter dem Titel Rakkautta myötä- ja vastatuulessa. Der französische Titel der Produktion lautet La tête dans les nuages, der internationale Titel ist Perfect Weather for Love.

## Produktionsnotizen
Susanne Freyer produzierte den Film für die ndF im Auftrag von Pro7. Gedreht wurde in München.

## Kritiken
Rainer Tittelbach urteilt: „Die sympathische Geschichte, das originelle Thema und eine ungewöhnliche weibliche Hauptfigur machen „Stürmisch verliebt“ zu einer Romantic Comedy, bei der es einen nicht stört, dass man das Muster schon tausendmal gesehen hat [...]“. Das Fazit des Filmkritikers lautet: „Originelle Story, dichtes Drehbuch, überzeugende Schauspieler“.
TV Spielfilm ist der Ansicht, dass „[…] Pallaske und Knižka für eine entspannte, sommerliche Gefühlswetterlage [sorgen]“. Der Schlusssatz der Programmzeitschrift lautet: „Luftig- leichte Wohlfühlromanze“.